# Manuel III van Kongo
Manuel III Afonso van Kongo (1872-1927), geboren als Manuel Martins Kiditu, was de laatste Mwene Kongo (heerser) van het Koninkrijk Kongo. Hij regeerde van 1911 tot 1914 als vazal van het Portugese Rijk.

## Levensloop
Hij kreeg zijn opleiding aan Portugese scholen in Luanda en Huila. In 1893 trad hij in dienst als page voor Álvaro XIV van Kongo en werkte later als tolk voordat hij zich in 1909 in São Salvador vestigde. Na de dood van Manuel Nkomba in 1911 werd hij door de koninklijke familie van Kongo gekozen als nieuwe heerser.
Zijn regering over het sterk verkleinde koninkrijk kwam in 1914 ten einde door een opstand, waarna de Portugezen het koninkrijk definitief afschaften en het gebied integreerden in de kolonie Angola. In 1915 verloor Manuel III ook grotendeels zijn aanspraak op de troon, omdat de koninklijke familie Álvaro XV Afonso Nzinga als nieuwe heerser erkende. Hij overleed in 1927 aan tuberculose.